# Света Петка (Таваличево)
Вижте пояснителната страница за други значения на Света Петка.
„Света Петка“ е късносредновековна българска православна църква
в село Таваличево, община Кюстендил.
Храмът е малка, едноапсидна гробищна църква с два певника, с вътрешни размери 6,35 Х 3 m. Сводът е полуцилиндричен и се осветява от три тесни прозорчета. Цялата вътрешност е била изписана, като са запазени отделни фрагменти от стенописите. Постройката се отнася към края на XIV – XVI век. През 1900 г. към църквата се изгражда нова голяма зала с галерия на запад и камбанария, която включва в обема си и част от първоначалната църква.
Църквата е архитектурно-строителен паметник на културата от местно значение (ДВ, бр.77/1968 г.) и архитектурно-художествен паметник на културата от национално значение (ДВ, бр.38/1972 г.).